# Essex (Illinois)
Essex és una vila dels Estats Units a l'estat d'Illinois. Segons el cens del 2000 tenia 554 habitants.

## Demografia
Segons el cens del 2000, Essex tenia 554 habitants, 199 habitatges, i 160 famílies. La densitat de població era de 105,4 habitants/km².
Dels 199 habitatges en un 36,7% hi vivien nens de menys de 18 anys, en un 68,3% hi vivien parelles casades, en un 6% dones solteres, i en un 19,1% no eren unitats familiars. En el 16,1% dels habitatges hi vivien persones soles el 9% de les quals corresponia a persones de 65 anys o més que vivien soles. El nombre mitjà de persones vivint en cada habitatge era de 2,78 i el nombre mitjà de persones que vivien en cada família era de 3,1.
Per edats la població es repartia de la següent manera: un 0% tenia menys de 18 anys, un 0% entre 18 i 24, un 0% entre 25 i 44, un 0% de 45 a 60 i un 11,9% 65 anys o més.
L'edat mediana era de 37 anys. Per cada 100 dones de 18 o més anys hi havia 106 homes.
La renda mediana per habitatge era de 50.238 $ i la renda mediana per família de 51.118 $. Els homes tenien una renda mediana de 40.577 $ mentre que les dones 24.531 $. La renda per capita de la població era de 18.686 $. Aproximadament el 5,5% de les famílies i el 5,8% de la població estaven per davall del llindar de pobresa.

## Poblacions properes
El següent diagrama mostra les poblacions més properes.